# Gårdsträsket
Gårdsträsket är en sjö i Piteå kommun i Norrbotten och ingår i Lillpiteälvens huvudavrinningsområde. Sjön har en area på 0,739 kvadratkilometer och ligger 193 meter över havet. Sjön avvattnas av vattendraget Keupån (Krokabäcken).

## Delavrinningsområde
Gårdsträsket ingår i det delavrinningsområde (726734-173153) som SMHI kallar för Utloppet av Gårdsträsket. Medelhöjden är 224 meter över havet och ytan är 6,89 kvadratkilometer. Räknas de 7 avrinningsområdena uppströms in blir den ackumulerade arean 41,23 kvadratkilometer. Keupån (Krokabäcken) som avvattnar avrinningsområdet har biflödesordning 2, vilket innebär att vattnet flödar genom totalt 2 vattendrag innan det når havet efter 26 kilometer. Avrinningsområdet består mestadels av skog (69 procent) och sankmarker (17 procent). Avrinningsområdet har 0,75 kvadratkilometer vattenytor vilket ger det en sjöprocent på 10,8 procent.